# Кинси ле Варзи
Кинси ле Варзи (фр. Cuncy-lès-Varzy) насеље је и општина у источном делу централне Француске у региону Бургоња, у департману Нијевр која припада префектури Кламси.
По подацима из 2011. године у општини је живело 141 становника, а густина насељености је износила 9,25 становника/km². Општина се простире на површини од 15,24 km². Налази се на средњој надморској висини од 220 метара (максималној 322 m, а минималној 188 m).

## Демографија
| 1962. | 1968. | 1975. | 1982. | 1990. | 1999. | 2011. |
| ----- | ----- | ----- | ----- | ----- | ----- | ----- |
| 197   | 200   | 171   | 154   | 141   | 142   | 141   |

График промене броја становника у току последњих година